# Dime (Egyesült Államok)
A dime egy tíz cent névértékű amerikai érme és pénzegység; a dollár tizedrésze. A dime a jelenleg vert amerikai forgalmi pénzérmék közül a legkisebb átmérőjű és vastagságú. A jelenlegi – 1946 óta vert – változat előlapján az Egyesült Államok 32. elnöke, Franklin D. Roosevelt profilja, a „LIBERTY” (szabadság) és az „IN GOD WE TRUST” (Istenben bízunk) feliratok valamint a verési évszám, a tervező (John R. Sinnock) névjegye és a verdejegy láthatók, míg hátlapján egy fáklya, egy olaj- és egy tölgyfaág, valamint az „E PLURIBUS UNUM” (Sokból egy), a UNITED STATES OF AMERICA (Amerikai Egyesült államok) továbbá a ONE DIME (egy dime) feliratok találhatók.